# Grč Vrh
Grč Vrh este o localitate din comuna Mirna Peč, Slovenia, cu o populație de 6 locuitori.